# Bang! Bang! Tour
Es la quinta gira que realizó la banda de rock argentino Patricio Rey y sus Redonditos de Ricota. Comenzó el 20 de octubre de 1989 y terminó el 23 de diciembre de 1990. Se realizó para presentar su cuarto disco de estudio, ¡Bang! ¡Bang!... Estás liquidado. El punto de partida de este disco fueron las cuatro funciones que la banda dio en el Satisfaction Pub. Luego tocaron en Rosario y después llenaron durante dos fechas el estadio Obras. Tocaron después en Uruguay el 8 y 9 de diciembre, para volver a la Argentina los días 19 y 29 de diciembre, haciendo sus respectivos shows en el estadio Superdomo y Obras nuevamente. Durante mayo y julio de 1990 hicieron dos shows en el estadio Atenas de La Plata, pasaron a vuelo rasante por Venado Tuerto, el Parque Sarmiento, el Palacio Peñarol, Laskina Pub y el Club Sportivo América, para tocar durante agosto y diciembre en el estadio Obras en 9 oportunidades. Es así que estrenan varios temas nuevos que en 1991 se incluirían en su quinto disco. Apenas finalizó la gira, la banda se metió a los estudios para grabar entre mayo y julio de 1991 lo que sería su quinto disco, La mosca y la sopa.

## Lanzamiento del disco y gira

### 1989
En octubre de 1989 sale el tan esperado cuarto disco, titulado ¡Bang! ¡Bang!... Estás liquidado. Cuenta con Lito Vitale y Rick Anna como invitados. Consta de 9 temas, que venían siendo tocados entre 1987 y 1988, y algunos durante gran parte de 1989. Fue grabado entre febrero y marzo de 1989 en los estudios Del Cielito Records. La portada está inspirada en la obra Los fusilamientos del 3 de mayo de 1808 en Madrid, de Francisco de Goya. Fue hecha por Rocambole. Muestra al pintor español observando los fusilamientos por la ventana. También en la portada, al lado de él, hay un perro con cabeza de pistola alemana. 
La gira de presentaciones de este disco comenzó con 4 shows en Satisfaction los días 20, 21, 27 y 28 de octubre. El 3 de noviembre, la banda toca por primera vez en Rosario, en un recital que se desarrolló en el Club Sportivo América. Allí tocaron un tema que no se escuchaba en vivo desde hace tiempo, El regreso de Mao. La presentación oficial de este disco se realizó con dos shows en el estadio Obras los días 2 y 3 de diciembre, a sala llena. Este debut hace que la banda dé un salto a la masividad. En el concierto del 3 de diciembre, la banda sufrió diversos problemas técnicos. Por ejemplo, a Walter Sidotti se le rompió parte de la batería, pasada ya la segunda mitad del recital. Para subsanar ese percance técnico, la banda resuelve con una zapada, y el Indio Solari canta en inglés. Ya subsando ese inconveniente, el concierto se reanuda con la canción Héroe del whisky. El 8 de diciembre la banda regresa a las tierras uruguayas, brindando así un show arrasador, y a su vez accidentado, en el Teatro de Verano de Montevideo, en un lugar bastante lleno, y bajo una puesta en escena arrolladora. El concierto congregó un total de  entre 5.000 y 6.000 personas. El Teatro de Verano apareció como alternativa luego de que se empezara a debatir el lugar de la realización del show después de que descartaran el Palacio Peñarol debido a su mala calidad de sonido. Allí recordaron a John Lennon, el integrante de The Beatles que fue asesinado 9 años antes del recital. Esto ocurrió cuando tocaron Héroe del whisky. Fue por eso que de fondo, antes del arranque del recital, comenzó a sonar la música del ex Beatle. A pocos minutos de que arranque el concierto, ni bien la banda subió al escenario, un niño sale de atrás de la batería, saludando al líder de la banda y dándole un beso. Luego, el niño vuelve a aparecer entre cuatro y cinco veces más, y el Indio Solari se muestra bastante molesto y se retira del escenario por unos instantes. Antes de arrancar el tema Un pacman en el Savoy, décimo del  concierto, el Indio Solari anunció que días después, es decir el 12 de diciembre, se haría un festival de rock en el estadio de Villa Española por parte de la Coordinadora Antirrazzias. Durante la interpretación de Maldición, va a ser un día hermoso, la banda paró el concierto por un instante, ya que varios inadaptados se subieron al escenario, desconectando los cables y molestando en reiteradas ocasiones al Indio Solari. En ese momento, el líder de la banda se suelta y se retira a un costado del escenario por un momento, mientras el resto de la banda sigue sonando por unos instantes, y luego, el concierto se detiene. A raíz de ese incidente, Skay Beilinson se mostró sumamente molesto, a punto tal de que iba a pasar a otra canción. Esto volvió a ocurrir durante la interpretación del popurrí. En esa secuencia, un hombre elude un foso ubicado cerca del escenario, aquel que a su vez lo separa del anfiteatro, sube a abrazar al Indio Solari, lo que hace que el líder de la banda estalle de furia nuevamente. El concierto, incluso, estaba con muchas chances de ser definitivamente detenido. Lo mismo ocurrió el 24 de junio de 1989, durante un concierto en La Plata, más exactamente en el estadio Polideportivo de Gimnasia, cuando un fan se sube al escenario y desconecta los cables. De ahí se extrajeron temas para lo que en 1992 sería En directo, su primer y único disco en vivo. Estos son Yo no me caí del cielo, Héroe del whisky, La parabellum del buen psicópata, Maldición, va a ser un día hermoso-Blues del noticiero, Todo un palo, Unos pocos peligros sensatos, Rock para los dientes y Vamos las bandas. El 9 de diciembre vuelven a Laskina después de unos meses sin tocar en ese recinto. El 19 de diciembre la banda vuelve a tocar en Argentina. El concierto se desarrolló en el estadio Superdomo de Mar del Plata. Se iba a hacer en realidad el 15 de diciembre, pero se tuvo que suspender y se pasó al 19 de diciembre. El 29 de diciembre, la banda vuelve al estadio Obras, dando así un concierto en el campo de hockey de ese club ante 25.000 concurrentes. La particularidad del show es que se desarrolló al aire libre, no como en los dos primeros shows en ese estadio, que fueron realizados bajo techo. El concierto se detuvo varias veces, como ocurrió el 8 de diciembre de 1989 en el Teatro de Verano. En el concierto en Buenos Aires, un par de inadaptados se subió a las torres de sonido, lo que provocó que el líder de la banda, al igual que Skay Beilinson, se mostrara sumamente enojado. Esto hizo que el concierto se convierta, quizás, en el peor Obras de la historia de la banda. Justo Rata Blanca hizo lo propio en el Teatro Ópera, en la despedida del año.

### 1990
En 1990 vuelven a los escenarios después de casi 5 meses. Los recitales tuvieron lugar el 11 y 12 de mayo en el Microestadio Atenas, en La Plata. En el concierto del 11 de mayo, mientras la banda interpretaba Susanita, un par de inadaptados se sube al escenario y desconecta los cables. Esto hace que el líder de la banda estalle de furia, como ha pasado en diversos shows del año anterior. En el concierto del 12 de mayo, en las afueras del Estadio Atenas, se produjeron disturbios entre los fans y la policía, con lo cual el concierto se tuvo que detener por unos instantes. Por eso, Skay Beilinson, realizó una zapada dividida en dos partes. En la primera parte, el guitarrista estuvo solo en el escenario, y en la segunda parte, vuelve a subir al escenario el resto de la banda para seguir tocando, y el Indio Solari se puso a cantar en inglés. El 26 de mayo, la banda regresa otra vez a Mar del Plata. El recital tuvo lugar en el estadio de Aldosivi, y justo tocaba Divididos en Cemento. El 8 y 9 de junio tocaron durante dos noches consecutivas en el Parque Sarmiento. Allí estrenaron temas como Fusilados por la Cruz Roja, Perdiendo el tiempo, Mi perro Dinamita y Nueva Roma. El segundo show quedó plasmado en YouTube. Cabe destacar que antes de que suene Ropa sucia, el Indio estaba engripado. El 21 de junio se realiza una entrevista en el programa radial Caras Más Caras, en donde el Indio habló acerca de los shows del 22 y 23 de junio en el Palacio Peñarol y en Laskina. Justamente se realizaron esos shows antes mencionados, y se agregó un concierto en el Teatro de Verano. En la segunda fecha se realizaron dos shows ese mismo día. Estos shows marcaron su regreso al territorio uruguayo después de 6 meses, ya que sus últimos shows fueron el 8 y 9 de diciembre de 1989 en el Teatro de Verano y en Laskina. El regreso a la Argentina ocurrió el 6 de julio de 1990, es decir a pocos días de la presentación de Rata Blanca en el estadio Obras para el comienzo de su gira Por el camino del Sol. El recital tuvo lugar en el Club Sportivo América, el mismo escenario en el que se presentó este disco. El 8 de julio llegan por primera vez a Santa Fe. El show se desarrolló en el Club Jorge Newbery de Venado Tuerto. En agosto hacen tres shows en el estadio Obras: Viernes 24, sábado 25 y domingo 26, y volvieron a repetir en octubre (12, 13 y 14) y diciembre (21, 22 y 23), en la despedida del año. Allí tocaron temas de lo que en 1991 sería su quinta placa, que se titula La mosca y la sopa. También hicieron Rock para el negro Atila, también conocido como Camila, tema que luego se incluiría en su disco doble. El show del 22 de diciembre coincidió con el de Soda Stereo en el estadio de Vélez en su Gira Animal. Ya llevan 12 shows realizados en el mítico Templo del Rock: Tres en 1989 (2, 3 y 29 de diciembre) y nueve en 1990 (24, 25, 26 de agosto, 12, 13, 14 de octubre y 21, 22 y 23 de diciembre).

## Lista de canciones
La siguiente lista representa la segunda fecha en el Estadio Obras Sanitarias del 3 de diciembre de 1989
1. "Vamos las bandas"
2. "Divina TV Führer"
3. "Aquella solitaria vaca cubana"
4. "Ropa sucia
5. "Nadie es perfecto"
6. "La parabellum del buen psicópata"
7. "Todo preso es político"
8. "Todo un palo"
9. "Unos pocos peligros sensatos"
10. "Un pacman en el savoy"
11. "Rock para los dientes"
12. "Esa estrella era mi lujo"
13. "Maldición va a ser un día hermoso" - "Blues del noticiero"
14. "Nuestro amo juega al esclavo"
15. "Roadhouse Blues"
16. "Héroe del whisky"
17. "Masacre en el puticlub"
18. "Mariposa Pontiac - Rock del país" - "El gordo tramposo" - "Un tal Brigitte Bardot"
19. "Ji ji ji"

## Conciertos
| Fecha                              | Ciudad        | País      | Recinto                                  | Asistencia |
| ---------------------------------- | ------------- | --------- | ---------------------------------------- | ---------- |
| América del Sur                    |               |           |                                          |            |
| 20 de octubre de 1989              | Buenos Aires  | Argentina | Satisfaction Pub                         |            |
| 21 de octubre de 1989              | Buenos Aires  | Argentina | Satisfaction Pub                         |            |
| 27 de octubre de 1989              | Buenos Aires  | Argentina | Satisfaction Pub                         |            |
| 28 de octubre de 1989              | Buenos Aires  | Argentina | Satisfaction Pub                         |            |
| 3 de noviembre de 1989             | Rosario       | Argentina | Club Sportivo América                    |            |
| 2 de diciembre de 1989             | Buenos Aires  | Argentina | Estadio Obras Sanitarias                 | 5,000      |
| 3 de diciembre de 1989             | Buenos Aires  | Argentina | Estadio Obras Sanitarias                 | 5,000      |
| 8 de diciembre de 1989             | Montevideo    | Uruguay   | Teatro de Verano                         | 6,000      |
| 9 de diciembre de 1989             | Montevideo    | Uruguay   | Laskina Pub                              | 200        |
| 19 de diciembre de 1989            | Mar del Plata | Argentina | Superdomo                                |            |
| 29 de diciembre de 1989            | Buenos Aires  | Argentina | Estadio Obras Sanitarias (al aire libre) | 25,000     |
| 11 de mayo de 1990                 | La Plata      | Argentina | Estadio Atenas                           |            |
| 12 de mayo de 1990                 | La Plata      | Argentina | Estadio Atenas                           |            |
| 26 de mayo de 1990                 | Mar del Plata | Argentina | Estadio José María Minella               |            |
| 8 de junio de 1990                 | Buenos Aires  | Argentina | Parque Sarmiento                         |            |
| 9 de junio de 1990                 | Buenos Aires  | Argentina | Parque Sarmiento                         |            |
| 21 de junio de 1990                | Montevideo    | Uruguay   | Teatro de Verano                         |            |
| 22 de junio de 1990 (Primer show)  | Montevideo    | Uruguay   | Laskina Pub                              |            |
| 22 de junio de 1990 (Segundo show) | Montevideo    | Uruguay   | Laskina Pub                              |            |
| 23 de junio de 1990                | Montevideo    | Uruguay   | Palacio Peñarol                          |            |
| 6 de julio de 1990                 | Rosario       | Argentina | Club Sportivo América                    |            |
| 8 de julio de 1990                 | Venado Tuerto | Argentina | Club Jorge Newbery                       |            |
| 24 de agosto de 1990               | Buenos Aires  | Argentina | Estadio Obras Sanitarias                 | 5,000      |
| 25 de agosto de 1990               | Buenos Aires  | Argentina | Estadio Obras Sanitarias                 | 5,000      |
| 26 de agosto de 1990               | Buenos Aires  | Argentina | Estadio Obras Sanitarias                 | 5,000      |
| 12 de octubre de 1990              | Buenos Aires  | Argentina | Estadio Obras Sanitarias                 | 5,000      |
| 13 de octubre de 1990              | Buenos Aires  | Argentina | Estadio Obras Sanitarias                 | 5,000      |
| 14 de octubre de 1990              | Buenos Aires  | Argentina | Estadio Obras Sanitarias                 | 5,000      |
| 21 de diciembre de 1990            | Buenos Aires  | Argentina | Estadio Obras Sanitarias                 | 5,000      |
| 22 de diciembre de 1990            | Buenos Aires  | Argentina | Estadio Obras Sanitarias                 | 5,000      |
| 23 de diciembre de 1990            | Buenos Aires  | Argentina | Estadio Obras Sanitarias                 | 5,000      |

## Formación durante la gira
- Indio Solari - Voz
- Skay Beilinson - Guitarra eléctrica
- Semilla Bucciarelli - Bajo
- Walter Sidotti - Batería
- Sergio Dawi - Saxo